# Christian Mesnil
Christian Mesnil est un réalisateur, scénariste et producteur belge, crédité parfois sous le nom de Francis Truffart, né le 11 janvier 1940 à Bruxelles.

## Brève présentation de l'œuvre
« Il n’est pas facile de rendre compte de l’œuvre de Christian Mesnil, d’une variété déconcertante, autant dans les sujets abordés que dans les styles de leur réalisation. Son trait dominant me paraît être le courage et l’évidente honnêteté du propos. » (Henri Storck à l’occasion de la rétrospective des films de Christian Mesnil en octobre 1991).
On peut classer le travail de Christian Mesnil en cinq grands champs d’investigations.
Le premier aborde la fiction qui débute avec le court métrage Vivent les pénitences et qui met en exergue un courant cinématographique qu’il affectionne particulièrement, le néo-réalisme. Vient ensuite L’Amoureuse, un film co-produit par Henri Storck, qui aborde la folie et qui se veut une satire du monde bourgeois de l’époque. Il faut citer aussi Les Gardiens d’après une nouvelle de Jean Ray où pointe le fantastique.
La deuxième couvre les approches urbanistiques et architecturales des grandes villes, à travers la construction, la démolition, la restauration d’immeubles ou de quartiers tout entiers.  Horta et l’Art nouveau prendront une place importante dans cette partie de son œuvre.
Le troisième rend hommage auteurs, compositeurs et interprètes de la chanson française. Citons La Saga de la chanson française qui présente le portrait de huit chanteurs de la grande époque dans laquelle se trouve le film Brel, un cri, le long métrage avec lequel il reçut un Sept d’or en 1986 en France.
Le quatrième met en avant sa passion pour l’ethnologie, le patrimoine culturel et folklorique avec une série de films en Wallonie et sur les traditions en Roumanie. Il y eut Le Bal des débutantes et ce qui fut son dernier documentaire, Femmes en marche.
Le cinquième traite des questions de société, belge ou internationale qui le préoccupaient lui et ses contemporains de l’époque. Citons La Question royale, Du Zaïre au Congo, deux longs métrages qui ont « secoué » le paysage audiovisuelle à l’occasion de leur sortie.

## Filmographie

### Réalisateur
- 1965 : Vivent les pénitences court métrage de fiction.
- 1966 : Les Gardiens court métrage de fiction, d'après la nouvelle de Jean Ray, avec une apparition de Jacques Brel[1].
- 1967 : Cinéma roumain série de trois téléfilms.
- 1968 : Psychédélissimo[2] long métrage de fiction. Le film a été interdit de projection en France.
- 1969 : Chronique d'une saison natosienne court métrage documentaire.
- 1970 : Le Bal des débutantes court métrage documentaire.
- 1972 : L'Amoureuse long métrage de fiction.
- 1972 : Mascarade roumaine court métrage documentaire, co-réalisé avec Marianne Mesnil.
- 1973 : Stéphane, enfant du juge court métrage documentaire.
- 1974 : 50 ans d'éternel féminin court métrage documentaire.
- 1974 : Les Majorettes court métrage documentaire.
- 1974 : Bruxelles, ville à sauver court métrage documentaire.
- 1975 : La Question royale long métrage documentaire.
- 1976 : L'Ode à la bicyclette court métrage de fiction.
- 1977 : Des villes pour y vivre court métrage documentaire.
- 1977 : Le Prix de notre liberté court métrage documentaire.
- 1978 : Anglomania court métrage docu-fiction.
- 1978 : Pour une autre ville court métrage documentaire.
- 1980 : Des villages à sauvercourt métrage documentaire.
- 1981 : Rénover sans détruire court métrage documentaire.
- 1982 : Du Zaïre au Congo long métrage documentaire, co-réalisé avec Hubert Galle et Yannis Thanassekos.
- 1982 : Mons, l'ancien et le nouveau court métrage documentaire.
- 1982 : L'Architecture industrielle à Bruxelles court métrage documentaire.
- 1984 : L'Art nouveau aujourd'hui à Bruxelles court métrage documentaire.
- 1985 : Brel, un cri long métrage documentaire.
- 1986 : La Communauté française de Belgique court métrage documentaire.
- 1987 : Un moment avec Horta court métrage de fiction.
- 1988 : Des usines pour y vivre court métrage documentaire.
- 1988 : Édith Piaf co-réalisé avec Philippe Worms, un des neuf portraits de la collection La Saga de la chanson française.
- 1988 : Charles Trenet un des neuf portraits de la collection La Saga de la chanson française.
- 1988 : Gilbert Bécaud un des neuf portraits de la collection La Saga de la chanson française.
- 1989 : Juliette Gréco un des neuf portraits de la collection La Saga de la chanson française.
- 1989 : Charles Aznavour un des neuf portraits de la collection La Saga de la chanson française.
- 1989 : Yves Montand un des neuf portraits de la collection La Saga de la chanson française.
- 1989 : Claude Nougaro un des neuf portraits de la collection La Saga de la chanson française.
- 1989 : Serge Gainsbourg un des neuf portraits de la collection La Saga de la chanson française.
- 1989 : Monter et descendre court métrage documentaire.
- 1990 : Meuniers et moulins court métrage documentaire.
- 1991 : Tailleurs de pierres court métrage documentaire.
- 1992 : Horta et la B.D. court métrage documentaire.
- 1993 : L'Art nouveau aujourd'hui en Europe court métrage documentaire.
- 1993 : Histoires de jardins court métrage documentaire.
- 1994 : Patrimoine industriel court métrage documentaire.
- 1995 : Patrimoine civil public court métrage documentaire.
- 1996 : Les Journées du patrimoine court métrage documentaire.
- 1999 : L'Art nouveau à Bruxelles court métrage documentaire.
- 2000 : Des femmes en marche court métrage documentaire.
- 2004 : Les Chemins de Barbara court métrage documentaire.
- 2005 : Annie Forever court métrage documentaire.

### Scénariste
- 1965 : Vivent les pénitences
- 1966 : Les Gardiens adaptation d'une nouvelle de Jean Ray.
- 1968 : Psychédélissimo
- 1972 : L'Amoureuse
- 1974 : Jeanne ou La révolte adaptation pour Luc Godevais d'une nouvelle de Françoise Mallet-Joris.
- 1978 : Anglomania
- 1987 : Un moment avec Horta

### Producteur
- 1968 : Psychédélissimo
- 1972 : L'Amoureuse
- 1975 : La Question royale
- 1982 : Du Zaïre au Congo
- 1989 : Léo Ferré un des neuf portraits de la collection La Saga de la chanson française, réalisé par Philippe Worms.

## Œuvres écrites
- La Question Royale, Éditions Vokaer, 1976, 128 p.
- La Question Royale, Histoire d'un règne controversé, Éditions J.M. Collet, 1978, 128 p.
- Itinéraires du cinéma de Belgique, des origines à nos jours, co-auteur avec Chantal Van Den Heuvel, Jean Collette, Monique Gallez et Daniel Sotiaux, 1982, 74 p.
- Images du franglais chez nous, co-auteur comme photographe avec le dessinateur Royet, édité par la Communauté française Wallonie-Bruxelles, 1985
- Victor Horta, un créateur de l'art nouveau, sa vie, son œuvre, éditions J.M. Collet, 1990, 95 p.
- L'Art Nouveau aujourd'hui à Bruxelles, Éditions J.M. Collet, 1992, 93 p.  (ISBN 2-873670-15-0)
- Victor Horta : l'inventeur, Éditions Renaissance du livre, 2001, 156 p.  (ISBN 2-804605-35-3)
- Trajectoires (parcours de l'auteur à travers ses films), publication à compte d'auteur, 2004
- Chefs-d’œuvre de l'Art nouveau à Bruxelles, éditions Aparté, 2009, 222 p.  (ISBN 2-930327-22-7)

## Œuvres multimédia
- Prototype, CD-ROM consacré à la vie et l'œuvre de Victor Horta
- Découverte de l’Art nouveau à Bruxelles, CD-ROM consacré à l'Art nouveau

## Distinctions
- 7 d'or de la télévision française 1986 : 7 d'or de la meilleure émission de variétés pour Brel, un cri